# Jill Boon
Jill Boon (Brussel, 13 maart 1987) is een Belgisch hockeyspeelster.

## Levensloop
Boon is Franstalig, studeerde Taal en Literatuur Nederlands en Spaans aan de Vrije Universiteit Brussel en woont in Etterbeek.
Ze komt uit een hockeyfamilie. Haar grootmoeder Jacqueline Ronsmans was Belgisch international net als haar moeder Karine en haar ooms Eric en Marc Coudron (Belgisch ex-recordinternational met 358 wedstrijden). Ook haar broer Tom speelt op het hoogste Belgische niveau en werd met de nationale ploeg Europees, wereld- en Olympisch kampioen.
Zelf speelt Boon als aanvalster. Ze begon haar hockeycarrière in het gemengde jeugdteam van Royal White Star HC, waarin ook haar broer Tom en Vincent Vanasch actief waren. Op 13-jarige leeftijd deed ze haar intrede in het damesteam van deze ploeg, alwaar ze nog een jaar samenspeelde met haar moeder. Vanaf 2008 kwam Boon uit voor Royal Wellington THC en in 2013 maakte ze de overstap naar het Nederlandse Oranje Zwart. Vervolgens was ze actief bij Oranje-Rood en in 2017 keerde ze terug naar Wellington.
Met de Belgische hockeyploeg plaatste ze zich voor de Olympische Zomerspelen 2012. Ze was de eerste Belgische hockeyspeelster die op de Olympische Spelen een doelpunt scoorde. Ze deed dit in Londen (2012) tegen Japan.